# Max Bygraves
Max Bygraves (16 de octubre de 1922 - 31 de agosto de 2012) fue un comediante inglés, cantante, actor y artista de variedades. Él apareció en sus propios programas de televisión, a veces realizando sketches de comedia entre canciones. Hizo 19 apariciones en Royal Variety Performance y en shows incluyendo el programa concurso Family Fortunes.
El eslogan de Bygraves era "I wanna tell you a story" (en español: Quiero contar una historia). Él retrató a Charley Moon en la película del mismo nombre. En 1982 fue condecorado con la Orden del Imperio Británico (OBE).
Bygraves murió el 31 de agosto de 2012 en casa de su hija en Australia después de sufrir de Alzheimer.

## Televisión
- "Whack-O!" (1960)
- "The Royal Variety Performance" (1963)
- "It's Sad About Eddie (1964)
- "Max" (1969–1974)
- "Family Fortunes" (1983–1985)
- "The Mind Of David Berglas (1986)
- "Call Up The Stars" (1995)

## Filmografía selecta
- The Nitwits on Parade (1949)
- Bless 'Em All (1949)
- Skimpy in the Navy (1949)
- Tom Brown's Schooldays (1951)
- Charley Moon (1956)
- A Cry from the Streets (1958)
- Bobbikins (1959)
- Spare the Rod (1961)

## Discografía

### Álbumes[6]
- The World Of Max Bygraves (1969) #6
- Sing Along With Max (1972) #4
- Singalongamax Vol. 2 (1972) #11
- Singalongamax Vol. 3 (1973) #5
- Singalongamax Vol. 4 (1973) #7
- Singalongaparty Song (1973) #6
- You Make Me Feel Like Singing A Song (1974) #39
- Singalongaxmas (1974) #21
- 100 Golden Greats (1976) #3
- Lingalongamax (1978) #39
- The Song And Dance Men (1978) #67
- Singalongawaryears (1989) #5
- Singalongawaryears Volume 2 (1989) #33